# Oscar Blum
Oscar Blum fue el sobrenombre de Nikolai Rajmétov (1886 - ?), un filósofo, director teatral, escritor y activista político revolucionario ruso. No debe ser confundido con el pintor Oscar Bluhm (1867-1912).

## Biografía
Poco se sabe sobre él. Socialista menchevique, fue acusado de ser un agente secreto del servicio de seguridad zarista. Estuvo en Suiza al menos desde 1906 y en 1917 discutió allí con Lenin; regresó a Rusia en 1922. Fue director artístico del Teatro Estudio Sholom-Aleijem en Moscú y fue evolucionando hacia posturas más declaradamente revolucionarias. Estuvo en el Congreso de Escritores Antifascistas de Valencia en 1937, creó allí la Escuela Lírica de Actores y escribió bastantes artículos sobre teatro revolucionario en Nosotros, órgano de la Federación Anarquista Ibérica, criticando, por ejemplo, la visión que ofrecía de la revolución Santa Rusia de Jacinto Benavente, según él, una "siniestra parodia"; dirigió además el grupo teatral de las Juventudes Libertarias valencianas y representó una obra del poeta Félix Paredes, Friso de la victoria. Al año siguiente publicó Hombres y hechos: apuntes sobre la política internacional. Ediciones del Comité Regional de la C.N.T., 1938. Entre sus obras destaca Russische Köpfe, una compilación de biografías de protagonistas de la Revolución rusa a muchos de los cuales conoció personalmente. Tras ese año no se encuentran referencias sobre él.

## Obras
- brayan diaz mu reconiofaajjj bad
- K filosofīi marksizma: dvi︠e︡ statʹi o russkikh ėmpirīo-kritikakh Ginebra: Tip. rue de la Coulouvrenière, 1906.
- Iz zapisnoĭ knizhki marksista, Ginebra: Imp. Fr. Weber, 1906.
- Marksizm i estestvoznanīe: chistyĭ ėmpirizm, ėnergetika, monizm, Riga: Nauchn. myslʹ, 1908.
- Russische Köpfe: Kerenski, Plechanow, Martow, Tschernow, Sawinkowo-Ropschin, Lenin, Trotzki, Radek, Lunatscharsky, Dzerschinsky, Tschitscherin, Sinowjew, Kamenew... ("Líderes rusos: Kerenski, Plechanov, Martov, Tschernov...") Berlín: F. Schneider, 1923
- Trümmerfeld Europa: ein Brevier für Jedermann ("Escombrera de Europa. Un breviario para todos", Berlín / Leipzig, 1924.
- Hombres y hechos: apuntes sobre la política internacional. Ediciones del Comité Regional de la C.N.T., 1938.